# 新幹線E1系電力動車組
新幹線E1系是一款由東日本旅客鐵道（JR東日本）所營運的新幹線車輛，於1994年（平成6年）7月15日投入服務，至2012年（平成24年）9月29日結束定期班次營運。E1系除了是首款由全雙層車輛組成的新幹線列車外，更是世界上首款採用全雙層車輛設計的高速鐵路車輛。E1系的設計目的是要大量增加東北、上越新幹線的輸送能力，以應付日漸上升的通勤和通學的輸送需求。

## 簡介
E1系由川崎重工業承製，共製造6列12輛編組（6M6T）列車。車輛啟用初期主要是用於東北、上越新幹線的班次，更新工程完成後改只專用於上越新幹線班次。
E1系的暱稱「Max」為「Multi Amenity eXpress」（複層舒適特快車）的簡稱，JR東日本將此暱稱與營運車班的列車名組合，以便區隔同一條路線上使用不同車體的同一種列車。例如E1剛啟用時，東北新幹線上就同時存在以單層車體的200系所運行之「山彥」（やまびこ；Yamabiko）與以雙層的E1系所營運之「Max山彥」。承繼E1系的命名方式，當JR東日本的第二款雙層車輛E4系啟用時，也被賦予相同的「Max」名稱，成為雙層列車專屬的命名原則。此外，在E1還在試車階段時，因尚未決定暱稱，曾臨時性使用「雙層新幹線」（Double Decker Shinkansen）的簡稱「DDS」作為暱稱，以貼紙形式貼在車身上。
另外，車輛在設計階段時，曾預定以「600系」作為型號。但後來因為JR東日本更改車輛型號的命名方式，在型號前加上「E」字以代表JR東日本，令「600系」成為被棄用的型號。

## 設計
E1系的車體由高碳鋼製造。另外因為要容納兩層車廂，平常安裝在車體底部的機器需要安裝在車體兩端的預留空間內。因此E1系是JR東日本的新幹線車隊中車輛淨重和編組總重量最高的車型。
為了應付東北、上越新幹線日漸增長的通勤和通學的輸送需求，除了採用雙層車輛設計以外，E1系的自由座位取消座位間的扶手，並採用3+3座位排列，令載客量獲得進一步提升（12輛列車的載客量達1,235人）。同時，E1系採用加闊車門，縮短乘客上下車的時間。至於無障礙乘車環境，列車的第8號和第9號車廂設有輪椅升降台。此外，E1系還設有座位電動轉向系統，縮短列車的整備時間。
E1系的控制系統採用VVVF逆變器搭配可關斷晶閘管（GTO），制動系統採用電傳操縱空氣制動和再生制動並用的設計。兩者均是JR東日本在新幹線車輛上首次採用的技術。由於E1系編組中動力車比例比其他新幹線車輛低，故E1系安裝功率較高（每台輸出功率達410kW）的電動機（籠形三相誘導電動機），使E1系擁有與200系同等的起動加速率（1.6km/h/s）。
車體兩側安裝的方向幕採用由發光二極管（LED）組成的方向幕，行駛時交替顯示列車種類和座位級別（自由座位或對號座位）。這種顯示方式後來成為JR東日本新幹線車輛的標準。
2003年至2004年，JR東日本對所有E1系車輛進行更新工程。內部除了更新車廂裝潢外，也換上E2系1000番台（綠色車廂）和E4系（普通車廂）使用的座椅。此外，還將灰色系為主的塗裝換成E4系白色和藍色為主的塗裝，中間彩帶則採用朱鷺色，並在車身的Max標誌中加入朱鷺的圖案。首列完成更新工程的列車於2003年11月28日重新投入服務。
更新後的E1系在經過幾年的使用之後，於2012年7月的改點公告中宣布將於9月29日自定期車班用車的行列中退出，結束其長達18年的定期車班服務。原本以E1系營運的朱鷺號列車退出，上越新幹線上的Max朱鷺與Max谷川（Max たにがわ）全部改用E4系營運。至於原本東北新幹線上以雙層的E4系營運的Max山彥號（Max やまびこ），也將改以單層的E2系取代，和使用E3系的山形新幹線翼號（つばさ）列車串掛，以「山彥·翼」（やまびこ･つばさ）的車班名稱行駛於東北新幹線路段。

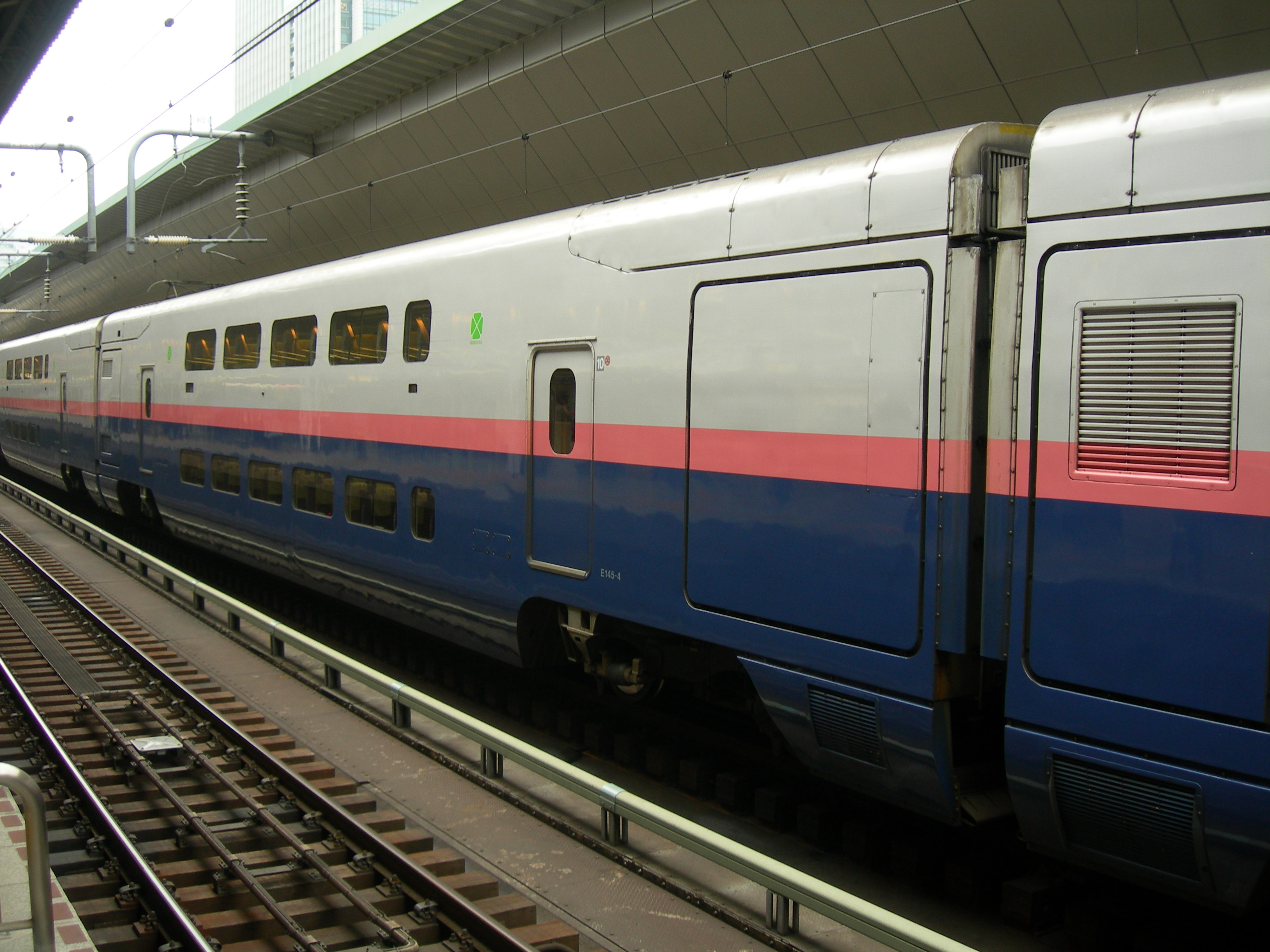
E1系安裝機器的位置（車體兩端）
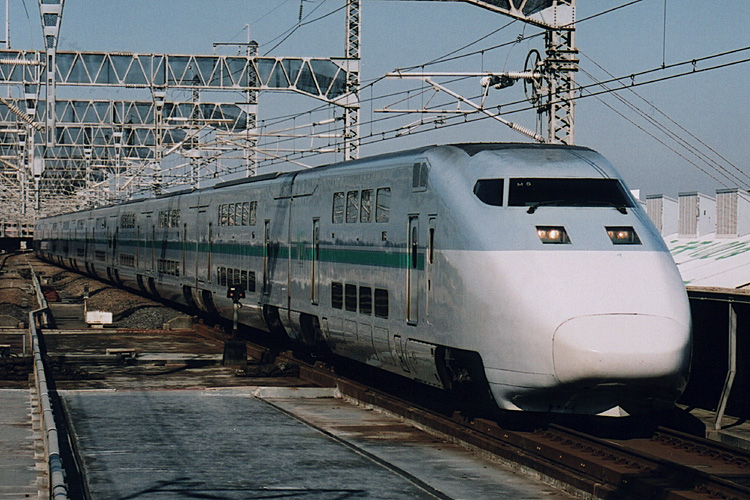
E1系的初期塗裝
E1系的Max標誌（更新後）

## 運用
1994年投入服務時被配置於仙台綜合車輛所（現稱新干线综合车辆中心），服務東北新幹線「Max山彥」、「Max青葉」號（「Maxやまびこ」「Maxあおば」）號和上越新幹線「Max朝日」、「Max朱鷺」號（「Maxあさひ」「Maxとき」）班次。
後來，東北新幹線增加列車連結行駛的班次。由於當時東北新幹線的列車最長為16輛車廂（2012年起增加至17輛車廂），12輛編組的E1系未能與其他列車連結行駛，因而被轉往上越新幹線繼續服務。現時所有E1系列車均已被轉配到新潟新幹線車輛中心，主要服務「Max朱鷺」和「Max谷川」號（「Maxたにがわ」）班次。而東北新幹線的高運量列車空缺則由8輛編組的E4系取代。
在2012年9月29日，JR東日本重編所管轄的新幹線運行時間表及採用列車，E1系也在同一時間退役。

## 註解
1. ↑  在E1系前，新幹線100系和200系部分列車曾編有雙層車廂，但並非列車的所有車廂都是雙層設計。
2. ↑  JR東日本的英文全稱為"East Japan Railway Company"
3. ↑  山形新幹線「翼」號與東北新幹線「山彥」號連結；秋田新幹線「小町」號與東北新幹線「疾風」號連結。

## 外部連結
- （日語）JR東日本車輛圖鑑：新幹線E1系